# Nabiners
Nabiners és un nucli del municipi de la Ribera d'Urgellet, a l'Alt Urgell. Més amunt de la Coma de Nabiners, seguint el torrent de la Coma a la dreta d'aquest hi ha el poble, actualment despoblat. Hi ha una antiga església de Sant Sadurní de Nabiners d'estil romànic. A la serra de Nabiners, que dona nom al poble de Nabiners i a la Coma de Nabiners. Hi havia hagut els masos de Murris, Casanoves, Planes, Canturri i altres.